# Attingal
Attingal là một thành phố và khu đô thị của quận Thiruvananthapuram thuộc bang Kerala, Ấn Độ.

## Địa lý
Attingal có vị trí 8°41′B 76°50′Đ / 8,68°B 76,83°Đ Nó có độ cao trung bình là 23 mét (75 foot).

## Nhân khẩu
Theo điều tra dân số năm 2001 của Ấn Độ, Attingal có dân số 35.648 người. Phái nam chiếm 47% tổng số dân và phái nữ chiếm 53%. Attingal có tỷ lệ 84% biết đọc biết viết, cao hơn tỷ lệ trung bình toàn quốc là 59,5%: tỷ lệ cho phái nam là 86%, và tỷ lệ cho phái nữ là 83%. Tại Attingal, 11% dân số nhỏ hơn 6 tuổi.